# Antoon Spinoy
Antoon Octavia Nikolaas Spinoy (* 6. Dezember 1906 in Mechelen; † 6. Mai 1967 in Hasselt, Belgien) war ein belgischer Politiker.

## Biografie
Spinoy begann seine politische Laufbahn zunächst in der Kommunalpolitik und war als Vertreter der Belgische Socialistische Partij (BSP) von 1938 bis zu seinem Tode Mitglied des Gemeinderates seiner Geburtsstadt Mechelen. Zugleich war er 1944 Mitglied der Deputiertenversammlung der Provinz Antwerpen sowie von 1945 bis zu seinem Tod Bürgermeister von Mechelen.
1944 wurde er darüber hinaus in der Nationalpolitik aktiv und wurde als Kandidat der BSP zum Mitglied der Abgeordnetenkammer gewählt und vertrat dort bis zu seinem Tod die Interessen des Wahlkreises des Arrondissement Mechelen.
Im April 1954 ernannte ihn Premierminister Achille Van Acker zum Verteidigungsminister in dessen Kabinett, dem er bis zum Ende von Van Ackers Amtszeit im Juni 1958 angehörte.
In der Regierung von Premierminister Théo Lefèvre war er von April 1961 bis Juli 1965 Minister für Wirtschaft und Energie. Im darauf folgenden Kabinett des Premierministers Pierre Harmel war er bis März 1966 Vizepremierminister und als solcher mit der Koordinierung von Wirtschaftsangelegenheiten beauftragt.
Nach seinem Ausscheiden aus dem Kabinett wurde ihm am 12. Juli 1966 der Ehrentitel Staatsminister verliehen.